# Гришин Артем Олександрович
Артем Олександрович Гришин (нар. 1 лютого 1987, Полтава, УРСР) — український футболіст, півзахисник.

## Життєпис
Народився в Полтаві, футболом розпочав займатися в місцевому клубі «Алмаз». У 2003 році перейшов до футбольної академії полтавської «Ворскли», в складі якої до 2004 року виступав у ДЮФЛУ. Напередодні початку сезону 2004/05 років був переведений до першої команди клубу, але через високу конкуренцію в першій команді за основу полтавчан так і не виступав. Тому був спочатку переведений в дубль, а потім і до фарм-клубу полтавчан, «Ворскли-2». У дорослому футболі дебютував за другу команду «Ворскли» 24 липня 2004 року в програному (0:1) виїзному поєдинку 1-о туру групи В Другої ліги проти харківського «Металіста-2». Артем вийшов на поле на 64-й хвилині, замінивши Андрія Михайленка. Дебютним голом за другу команду ворсклян відзначився 2 травня 2005 року на 53-й хвилині програного (1:2) виїзного поєдинку 23-о туру групи В Другої ліги проти сєвєродонецької «Молнії». Гришин вийшов на поле в стартовому складі та відіграв увесь матч. У сезоні 2004/05 років зіграв у Другій лізі 17 матчів та відзначився 2-а голами. Після цього два наступних сезони провів у дублі «Ворскли», в футболці якого зіграв 48 матчів та відзначився 8-а голами.
У середині липня 2008 року підсилив «Кремінь». Дебютував у складі кременчуцького клубу 20 липня 2007 року в переможному (1:0) домашньому поєдинку 1-о попереднього раунду кубку України проти «Поділля-Хмельницький». Артем вийшов на поле в стартовому складі та відіграв увесь матч. У Другій лізі дебютував за «Кремінь» 25 липня 2007 року в програному (2:3) домашньому поєдинку 1-о туру групи Б проти краснопільського «Явора». Гришин вийшов на поле в стартовому складі та відіграв увесь матч. Дебютним голом у футболці кременчуцького клубу 24 серпня 2007 року в програному (1:2) виїзному поєдинку 6-о туру групи Б Другої ліги проти луганського «Комунальника». Артем вийшов на поле в стартовому складі та відіграв увесь матч. У складі «Кременя» у Другій лізі зіграв 50 матчів та відзначився 4-а голами, ще 3 поєдинки провів у кубку України. 
Під час зимової перерви сезону 2008/09 років повернувся до Полтави, але контракт підписав не з Ворсклою, а з іншою командою, ФК «Полтава». Дебютував у футболці «городян» 4 квітня 2009 року в переможному (1:0) виїзному поєдинку 22-о туру групи Б Другої ліги проти криворізького «Гірника». Гришин вийшов на поле на 83-й хвилині, замінивши Андрія Вітошинського. У складі «Полтави» в Другій лізі зіграв 20 матчів.
У 2010 році виїхав до Польщі, де підписав контракт з клубом четвертої ліги місцевого чемпіонату «Сталь» (Красник), в складі якого відіграв один сезон.
Напередодні початку сезону 2011/12 років повернувся до України та підписав контракт зі свердловським «Шахтарем». Дебютував у футболці свердловського колективу 16 липня 2011 року в переможному (1:0) виїзному поєдинку 1-о попереднього раунду кубку України проти хмельницького «Динамо». Артем вийшов на поле на 85-й хвилині, замінивши Віталія Пономаря. У Другій лізі чемпіонату України дебютував за «Шахтар» 23 липня 2011 року в нічийному (2:2) домашньому поєдинку 1-о туру групи Б проти кременчуцького «Кременя». Артем вийшов на поле в стартовому складі та відіграв увесь матч. Дебютним голом за «свердлвських гірників» відзначився 7 вересня 2011 року на 90-й хвилині переможного (5:1) домашнього поєдинку 3-о туру групи Б проти Другої ліги проти донецького «Шахтаря-3». Гришин вийшов на поле на 80-й хвилині, замінивши Олександра Васильєва. У складі «Шахтаря» у Другій лізі зіграв 38 матчів та відзначився 5-а голами, ще 2 поєдинки провів у кубку України.
З 2013 по 2014 рік виступав в аматорському чемпіонаті України за ватутінське «Ретро» (3 матчі та 2 голи в чемпіонаті, 2 поєдинки в аматорському Кубку України) та горностаївський «Мир» (1 матч). З 2015 по 2017 рік захищав кольори решетилівського «Динамо».